# Cystorchis orphnophilla
Cystorchis orphnophilla är en orkidéart som beskrevs av Rudolf Schlechter. Cystorchis orphnophilla ingår i släktet Cystorchis, och familjen orkidéer. Inga underarter finns listade i Catalogue of Life.